# Hans Arnhold (Bankier)
Hans Arnhold (* 30. Mai 1888 in Dresden; † 8. September 1966 in Lausanne) war ein deutsch-amerikanischer Bankier.

## Leben und Wirken
Hans Arnhold war das fünfte von sechs Kindern und der jüngste Sohn des Dresdner Bankiers Georg Arnhold und seiner Frau Anna geb. Beyer (1860–1917). Eduard Arnhold und Max Arnhold waren seine Onkel. Er trat wie seine Brüder Adolf (1884–1950), Heinrich (1885–1935) und Kurt (1887–1951) in das Familienunternehmen Bankhaus Gebrüder Arnhold ein und übernahm dessen Berliner Repräsentanz. 1931 war er federführend an der Partnerschaft mit dem Bankhaus S. Bleichröder beteiligt. Kurz nach dem Dresdner Haupthaus des Unternehmens wurde auch der Berliner Teil 1938 „arisiert“.
Arnhold gelang es mit seiner Frau Ludmilla geb. Heller und der Tochter Anna-Maria zunächst nach Paris und 1939 in die USA zu emigrieren, wo er die New Yorker Dependance von Arnhold & S. Bleichroeder zum neuen Stammsitz des Unternehmens aufbaute. Die große Kunstsammlung und Bibliothek des Ehepaares in der Pariser Avenue Maurice Barres wurde 1941 vom Einsatzstab Reichsleiter Rosenberg konfisziert und konnte 1945 nur noch zum Teil aufgefunden werden.

## Hans Arnhold Center

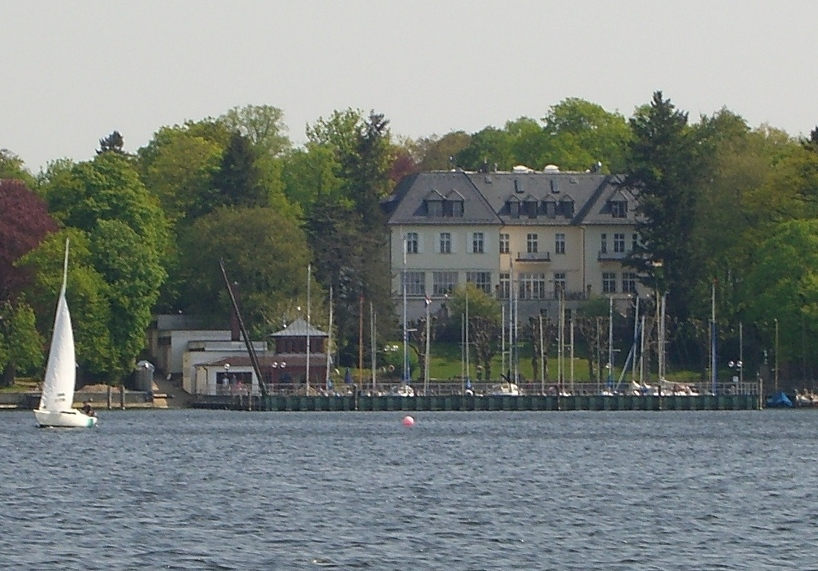
Hans Arnhold Center

In Berlin bewohnte die Familie Arnhold ab 1926 eine große Villa am Wannsee, die sich Reichswirtschaftsminister Walther Funk 1939 aneignete und die später als Offiziersclub der amerikanischen Armee in Berlin diente. Gefördert durch Hans und Ludmilla Arnholds Tochter Anna-Maria und ihren Ehemann Stephen M. Kellen wurde daraus 1998 das Hans Arnhold Center der American Academy in Berlin.